# Paolo Ricciardi

Paolo Ricciardi (Roma, Itália, 14 de março de 1968) é um clérigo italiano e bispo católico romano de Jesi.

## Vida
Paolo Ricciardi estudou no Pontifício Seminário Romano e recebeu o Sacramento da Ordem para a Diocese de Roma em 2 de maio de 1993 do Papa João Paulo II. Ele também se formou em teologia bíblica pela Pontifícia Universidade Gregoriana. A partir de 1993 trabalhou primeiro no Pontifício Seminário Romano e em 1998 tornou-se vigário paroquial no município de Monte Mario. De 2003 a 2007 Ricciardi foi membro pela primeira vez do Conselho de Presbíteros da Diocese de Roma, de 2011 a 2015 foi novamente membro e secretário deste conselho.
Em 23 de novembro de 2017, o Papa Francisco o nomeou bispo titular de Gabii e bispo auxiliar em Roma. O Vigário Geral da Diocese de Roma, Arcebispo Angelo De Donatis, o consagrou em 13 de janeiro do ano seguinte. Os co-consagradores foram o bispo auxiliar romano Gianrico Ruzza e o bispo de San Marino-Montefeltro, Andrea Turazzi. Na Conferência Episcopal Regional do Lácio é Presidente da Comissão de Saúde.
Em 28 de janeiro de 2025, o Papa Francisco o nomeou bispo de Jesi.